# Ian Blackford

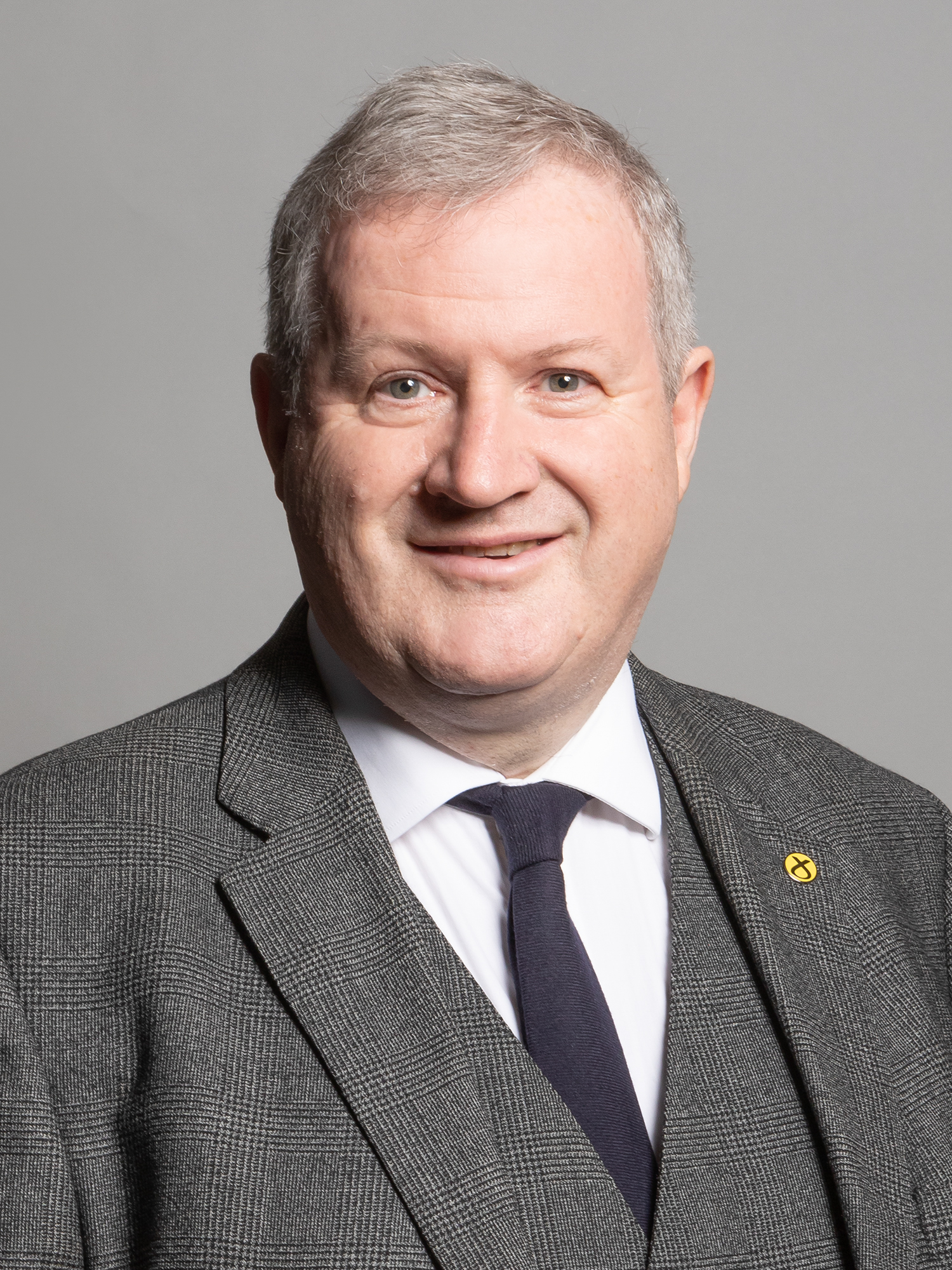
Ian Blackford (2020)

Ian Blackford (* 14. Mai 1961 in Edinburgh) ist ein schottischer Politiker der Scottish National Party (SNP).

## Leben
Blackford wurde 1961 in Edinburgh geboren. Er besuchte die dortige Royal High School. Blackford war im Finanzwesen tätig. So war er als Bereichsleiter bei der National Westminster Bank tätig und leitete nach verschiedenen Übernahmen das operative Geschäft der Deutschen Bank in Schottland und den Niederlanden.

## Politischer Werdegang
Erstmals trat Blackford bei den Unterhauswahlen 1997 zu Wahlen auf nationaler Ebene an. In seinem Wahlkreis Ayr erhielt er jedoch nur den dritthöchsten Stimmenanteil. Nach dem Ableben des Labour-Politikers Gordon McMaster Im Juli 1997 wurden in seinem Wahlkreis Paisley South Nachwahlen erforderlich. Zu diesen stellte die SNP Blackford auf. Am Wahltag konnte er sich jedoch nicht gegen den Labour-Kandidaten Douglas Alexander durchsetzen.
Blackford fungierte als Schatzmeister der SNP. Nach einer Meinungsverschiedenheit und einem zunehmenden Zerwürfnis mit dem Parteivorsitzenden Alex Salmond wurde er seines Amtes enthoben. Zu den Unterhauswahlen 2015 trat Blackford im Wahlkreis Ross, Skye and Lochaber an. Am Wahltag setzte er sich unter anderem gegen seinen liberal-demokratischen Mitbewerber Charles Kennedy durch, der den Wahlkreis beziehungsweise seine Vorgängerwahlkreise Ross, Cromarty and Skye und Ross, Skye and Inverness West seit 1983 im britischen Unterhaus vertreten hatte. Im Parlament ist er Mitglied des Petitions Committee. Trotz Stimmverlusten behauptete Blackford bei den vorgezogenen Unterhauswahlen 2017 sein Mandat. Seit Juni 2017 führte er im britischen Unterhaus die SNP-Abgeordneten an.
Bei den Unterhauswahlen am 12. Dezember 2019 gewann Blackford seinen Wahlkreis mit 19.263 Stimmen, was einem Anteil von 48,3 % der abgegebenen Stimmen entspricht. Er konnte sein Ergebnis damit um 8,1 %-Punkte steigern.
Am 31. Januar 2022 wurde Blackford vom Speaker des Unterhauses des Saales verwiesen, weil er sich weigerte, seine Bemerkung zurückzunehmen, Premierminister Boris Johnson habe dem Parlament bei Debatten über illegale Partys in seinem Amtssitz während des Lockdowns wissentlich die Unwahrheit gesagt und damit gelogen.
Am 2. Dezember 2022 gab Blackford seinen Rücktritt als Führer der SNP im Unterhaus bekannt.